# منتزه جيمس بيرد الحكومي
منتزه جيمس بيرد الحكومي مساحته 590 فدانًا (2.4 كم 2). وهو منتزه حكومي في مقاطعة دوتشيس، نيويورك، الولايات المتحدة.  يقع المنتزه في الجزء الشمالي من بلدة لاجرانج شرق مدينة بوكيبسي.

## تاريخ
تم تسمية المنتزه على اسم جيمس بيرد، المتبرع بالأرض.  بيرد الحاصل على درجة الدكتوراه.  في الهندسة، شكلت شركة البناء التي أقامت نصب لينكولن التذكاري ومكتبة فولجر شكسبير. تبرع بأرضه للدولة عام 1939لإنشاء حديقة.
يتضمن المنتزه مسبحاً كبيراً تم ملؤه من قبل إدارة المنتزه في الثمانينات اليوم [متى؟] الحمام بمثابة مرحاض وتم هدم مبنى الامتياز.  منطقة المسبح السابقة محاطة بصفوف من أشجار الدردار الكبيرة.

## وصف
يوفر منتزه جيمس بيرد الحكوميه طاولات نزهة مع أجنحة وملعب وبرامج ترفيهيه وممارسة رياضة المشي لمسافات طويلة وركوب الدراجات ومساراً طبيعياً والتزلج الريفي على الثلج ويمتاز بالمطاعم. تم تضمين مجمع رياضي يوفر الكرة اللينة وكرة الطائرة وكرة السلة والتنس في المنتزه، بالإضافة إلى ملعب جيمس بيرد ستيت بارك للغولف المكون من 18 حفرة.

## روابط خارجية
- New York State Parks: James Baird State Park
- New York-New Jersey Trail Conference: James Baird State Park